# Daniel Arzani
Daniel Arzani (Khorramabad, 4 januari 1999) is een Australisch-Iraans voetballer die doorgaans speelt als vleugelspeler. In juli 2025 verruilde hij Melbourne Victory voor Ferencváros. Arzani maakte in 2018 zijn debuut in het Australisch voetbalelftal.

## Clubcarrière
Arzani werd geboren in Iran, maar verhuisde als kind met zijn ouders naar Sydney, waar hij opgroeide. Eerst speelde de middenvelder in de jeugd van Sydney FC, maar in de zomer van 2016 ging hij naar Melbourne City. Zijn debuut in het eerste elftal van die club maakte Arzani op 21 oktober 2016, toen met 2–3 verloren werd van Perth Glory. Arzani begon aan dit duel als reservespeler, maar mocht van coach John van 't Schip twaalf minuten voor het einde van de wedstrijd invallen voor Anthony Cáceres. Zijn eerste doelpunt maakte hij op 25 januari 2018, in eigen huis tegen Newcastle Jets. Nadat die ploeg op voorsprong was gekomen, bracht Arzani de twee teams net voor rust op gelijke hoogte door een benutte strafschop. Door goals van Jason Hoffman en Dario Vidošić werd het uiteindelijk 2–2. Aan het einde van het seizoen 2017/18 werd Arzani verkozen tot beste jonge speler van dat seizoen.
In augustus 2018 werd Arzani voor circa één miljoen euro aangetrokken door Manchester City, waar hij zijn handtekening zette onder een verbintenis voor de duur van drie seizoenen. Na een week werd de Australiër voor twee jaar op huurbasis gestald bij Celtic. In deze twee jaar speelde hij eenmaal mee in de competitie. Dit kwam met name door de direct bij zijn debuut opgelopen kruisbandblessure, welke hem van oktober 2018 tot januari 2020 aan de kant hield. Na zijn invalbeurt kwam Arzani twintig minuten later ongelukkig ten val, waarna hij dus de voorste kruisband van zijn linker knie scheurde. Door deze langdurige blessure miste hij tevens de Azië Cup editie 2019 met de nationale ploeg van Australië. Op 18 januari 2020 maakte Arzani in de met 1–2 gewonnen bekerwedstrijd tegen Partick Thistle vijf minuten voor tijd zijn rentree.
Medio 2020 huurde FC Utrecht hem voor een seizoen. Op 26 januari werd bekend dat hij per direct vertrekt bij FC Utrecht en terugkeert bij Manchester City. Tevens werd bekend dat hij voor de rest van het seizoen verhuurd wordt aan Aarhus GF. In de zomer van 2021 werd Arzani verhuurd aan Lommel SK. Na deze verhuurperiode verliep zijn verbintenis bij Manchester City, waarop Arzani terugkeerde naar Australië en tekende voor Macarthur. Een jaar later nam Melbourne Victory hem over. Ferencváros haalde Arzani in juli 2025 transfervrij terug naar Europa.

## Clubstatistieken
| Seizoen | Club              | Competitie        | Competitie | Competitie | Beker | Beker | Internationaal | Internationaal | Totaal | Totaal |
| Seizoen | Club              | Competitie        | Wed.       | Dlp.       | Wed.  | Dlp.  | Wed.           | Dlp.           | Wed.   | Dlp.   |
| ------- | ----------------- | ----------------- | ---------- | ---------- | ----- | ----- | -------------- | -------------- | ------ | ------ |
| 2016/17 | Melbourne City    | A-League          | 6          | 0          | 0     | 0     | —              | —              | 6      | 0      |
| 2017/18 | Melbourne City    | A-League          | 18         | 2          | 2     | 0     | —              | —              | 20     | 2      |
| 2018/19 | Manchester City   | Premier League    | —          | —          | —     | —     | —              | —              | 0      | 0      |
| 2018/19 | → Celtic          | Premiership       | 1          | 0          | 0     | 0     | 0              | 0              | 1      | 0      |
| 2019/20 | → Celtic          | Premiership       | 0          | 0          | 1     | 0     | 0              | 0              | 1      | 0      |
| 2020/21 | → FC Utrecht      | Eredivisie        | 4          | 0          | 1     | 0     | —              | —              | 5      | 0      |
| 2020/21 | → Jong FC Utrecht | Eerste divisie    | 6          | 1          | —     | —     | —              | —              | 6      | 1      |
| 2020/21 | → Aarhus GF       | Superligaen       | 4          | 0          | 1     | 0     | —              | —              | 5      | 0      |
| 2021/22 | → Lommel SK       | Eerste klasse B   | 13         | 1          | 2     | 0     | —              | —              | 15     | 1      |
| 2022/23 | Macarthur         | A-League          | 19         | 1          | 5     | 3     | —              | —              | 24     | 4      |
| 2023/24 | Melbourne Victory | A-League          | 31         | 4          | 0     | 0     | —              | —              | 31     | 4      |
| 2024/25 | Melbourne Victory | A-League          | 29         | 3          | 4     | 0     | —              | —              | 33     | 3      |
| 2025/26 | Ferencváros       | Nemzeti Bajnokság | 0          | 0          | 0     | 0     | 0              | 0              | 0      | 0      |
| Totaal  | Totaal            | Totaal            | 131        | 12         | 16    | 3     | 0              | 0              | 147    | 15     |

Bijgewerkt op 1 juli 2025.

## Interlandcarrière
Arzani werd in mei 2018 door bondscoach Bert van Marwijk opgenomen in de voorselectie van Australië voor het wereldkampioenschap in Rusland. Dit was zijn eerste keer bij de nationale selectie. Op 1 juni 2018 maakte hij zijn debuut voor het nationale elftal, toen door treffers van Mathew Leckie (tweemaal), Andrew Nabbout en Jakub Jugas (eigen doelpunt) met 4–0 gewonnen werd van Tsjechië. Arzani begon als wisselspeler aan de wedstrijd en hij mocht zes minuten voor tijd invallen voor Leckie.
Een dag later werd Arzani door Van Marwijk opgenomen in de definitieve WK-selectie. Hiermee werd hij de jongste speler op het eindtoernooi. In zijn tweede interland, tegen Hongarije verving hij Robbie Kruse na drieënzeventig minuten spelen. Een minuut later opende hij de score op aangeven van Jackson Irvine. Doordat Trent Sainsbury en Tamás Kádár beiden een eigen doelpunt maakten, won Australië het duel met 1–2. Op het WK werd Australië uitgeschakeld na een nederlaag tegen Frankrijk (2–1), een gelijkspel tegen Denemarken (1–1) en een verlies tegen Peru (0–2). Arzani viel in alle drie de wedstrijden in.
| Interlands van Daniel Arzani voor Australië | Interlands van Daniel Arzani voor Australië | Interlands van Daniel Arzani voor Australië | Interlands van Daniel Arzani voor Australië | Interlands van Daniel Arzani voor Australië | Interlands van Daniel Arzani voor Australië | Interlands van Daniel Arzani voor Australië |
| №                                           | Datum                                       | Wedstrijd                                   | Uitslag                                     | Competitie                                  | Goals                                       |                                             |
| Als speler bij Melbourne City               | Als speler bij Melbourne City               | Als speler bij Melbourne City               | Als speler bij Melbourne City               | Als speler bij Melbourne City               | Als speler bij Melbourne City               | Als speler bij Melbourne City               |
| ------------------------------------------- | ------------------------------------------- | ------------------------------------------- | ------------------------------------------- | ------------------------------------------- | ------------------------------------------- | ------------------------------------------- |
| 1                                           | 1 juni 2018                                 | Australië – Tsjechië                        | 4 – 0                                       | Vriendschappelijk                           |                                             |                                             |
| 2                                           | 6 juni 2018                                 | Hongarije – Australië                       | 1 – 2                                       | Vriendschappelijk                           | 74'                                         |                                             |
| 3                                           | 16 juni 2018                                | Frankrijk – Australië                       | 2 – 1                                       | WK 2018                                     |                                             |                                             |
| 4                                           | 21 juni 2018                                | Denemarken – Australië                      | 1 – 1                                       | WK 2018                                     |                                             |                                             |
| 5                                           | 26 juni 2018                                | Australië – Peru                            | 0 – 2                                       | WK 2018                                     |                                             |                                             |
| Als speler bij Celtic                       |                                             |                                             |                                             |                                             |                                             |                                             |
| 6                                           | 15 oktober 2018                             | Koeweit – Australië                         | 0 – 4                                       | Vriendschappelijk                           |                                             |                                             |
| Als speler bij Melbourne Victory            |                                             |                                             |                                             |                                             |                                             |                                             |
| 7                                           | 6 juni 2024                                 | Bangladesh – Australië                      | 0 – 2                                       | WK 2026 kwalificatie                        |                                             |                                             |
| 8                                           | 20 maart 2025                               | Australië – Indonesië                       | 5 – 1                                       | WK 2026 kwalificatie                        |                                             |                                             |
| 9                                           | 25 maart 2025                               | China – Australië                           | 0 – 2                                       | WK 2026 kwalificatie                        |                                             |                                             |
| 10                                          | 5 juni 2025                                 | Australië – Japan                           | 1 – 0                                       | WK 2026 kwalificatie                        |                                             |                                             |

Bijgewerkt op 1 juli 2025.